# Franco Frigo
Franco Frigo (ur. 13 sierpnia 1950 w Cittadelli) – włoski polityk i samorządowiec, w latach 1992–1993 prezydent Wenecji Euganejskiej, eurodeputowany VII kadencji.

## Życiorys
Z wykształcenia inżynier, studia ukończył w Padwie. Był wieloletnim działaczem Chrześcijańskiej Demokracji. Od 1975 był członkiem władz wykonawczych Cittadelli, w latach 1985–1990 pełnił funkcję prezydenta prowincji Padwa. Od listopada 1992 do maja 1993 sprawował urząd prezydenta Wenecji Euganejskiej. Od 2000 zasiadał w radzie tego regionu.
W wyborach w 2009 kandydował bez powodzenia z listy Partii Demokratycznej do Parlamentu Europejskiego. 7 maja 2013 objął mandat europosła VII kadencji, z którego zrezygnowała Debora Serracchiani. Przystąpił do grupy Postępowego Sojuszu Socjalistów i Demokratów.